# Pierre Lévy (Philosoph)

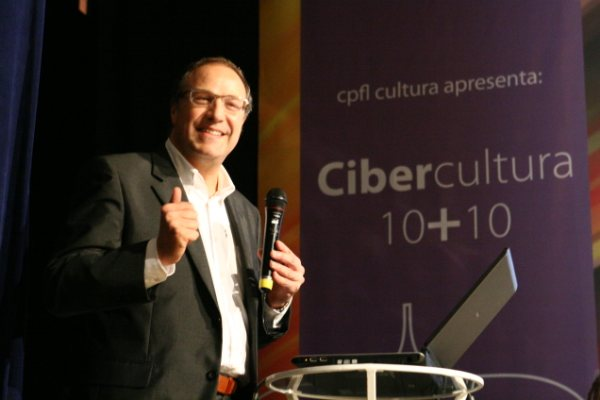
Pierre Lévy

Pierre Lévy (* 1956 in Tunis) ist ein französischer Philosoph.
Zurzeit lehrt Pierre Lévy an der Universität in Ottawa, Kanada. Er beschäftigt sich mit der Frage, wie das Internet die sozialen Beziehungen verändert.
Folgende Begriffe kommen in seiner Theorie vor: Kollektive Intelligenz, Hypertext, Cyber-Demokratie.

## Werke
Französischsprachige Originale:
- La machine univers. La Decouverte, Paris 1987
- Les technologies de l’intelligence. La Découverte, Paris 1990
- L’idéographie dynamique. Vers une imagination artificielle ? La Découverte, Paris 1992
- De la programmation considérée comme un des beaux-arts. La Découverte, Paris 1992
- Les arbres de connaissances. Découverte, Paris 1992 (zusammen mit Michel Authier)
- Pierre Lévy: L'Intelligence collective : pour une anthropologie du cyberspace. La Découverte/Poche, 1997, ISBN 2-7071-2693-4 (französisch).
- L’universel sans totalité. In: Magazine Littéraire. 1966–1996. La passion des idées. hors-série
- Cyberculture. Editions Jacob, Paris 1997
- Qu’est-ce que le virtuel ? La Découverte, Paris 1998
- World Philosophie (le marché, le cyberespace, la conscience). Editions Jacob, Paris 2000
- Pierre Lévy: Cyberdémocratie : essai de philosophie politique. Éditions O. Jacob, 2002, ISBN 2-7381-1053-3 (französisch).
- The Semantic Sphere 1. Computation, Cognition and the Information Economy, ISTE / Wiley, London and NY, 2011, 381 p.

Auf Deutsch erschienen:
- Die kollektive Intelligenz. Eine Anthropologie des Cyberspace. Bollmann, Mannheim 1997